# Radikal höger (USA)
Den radikala högern (engelska: Radical right) i USA lutar i sin politisk åskådning mot en extrem form av konservatism, vitöverhöghet, och andra höger- till extremhögerideologier där traditionella och reaktionära politiska målsättningar kombineras med en konspiratorisk retorik. Termen började användas under 1950-talet av samhällsvetare för att beskriva små politiska högergrupper som John Birch Society i USA, och har sedan dess används för att definiera liknande grupper runtom världen.
Termen radikal används om grupperna eftersom de vill göra genomgripande förändringar av institutioner och avlägsna institutioner och personer från det politiska livet som hotade deras värderingar och ekonomiska intressen. De kallades höger  på grund av sitt motstånd mot både socialism och kommunism och deras ultrakonservativa eller reaktionära tendenser.
Starkt högerorienterade grupper (eng. ultraright groups), som de definieras i boken The Radical Right, kallas normalt extremhöger (eng. far-right), även om dessa också kan kallas radikal höger.

## Teoretiska perspektiv

### MacCarthyism
Studien av den radikala högern påbörjades under 1950-talet i och med att forskare inom samhällsvetenskapen försökte förklara McCarthyism, som innebar politisk förföljelse av vänstersinnade i USA misstänkta för kommunistsympatier, vilket betraktades som en avart inom amerikansk politisk tradition. Genom två essäer, The psuedo-conservative revolt och The source of the radical right, började det formuleras en beskrivning av den radikala högern var för något. Efter att John Birch Society grundades gjordes nya studier som publicerades i boken The Radical Right. Den radikala högerns historia kom senare att spåras av Seymour Martin Lipset och Earl Raab och publicerades 1970 i The politics of unreason.
De främsta beskrivningarna i The Radical Right kom att kritiseras, då vissa inom den politiska högern ansåg att McCarthyismen kunde förklaras genom en rationell reaktion mot kommunism. Andra menade att McCarthyismen skulle ses som en del av det republikanska partiets politiska strategi. Kritiker inom den politiska vänstern förnekade att McCarthyismen kunde ses som en massrörelse och avvisade jämförelsen med 1800-talets populistiska rörelse i USA främst representerad genom populistpartiet.

### Trumpism
Vidare läsning: Presidentvalet i USA 2016, Donald Trumps presidentskap, Fascism i USA
Donald Trumps politiska framgång har fått den amerikanska historikern Rick Perlstain att hävda att historiker underskattat det politiska inflytandet och kraften hos högerrörelser inom modern amerikansk populism, nativism, autoritarianism, och konspirationsteori, såsom Black Legion, Charles Coughlin, the Christian Front, och "birther"-spekulationer (birtherism handlar om att ifrågasätta vart Barack Obama egentligen var född).

### Notförteckning
1. ↑  David Brion Davis, ed. (1971) The Fear of Conspiracy: Images of Un-American Subversion from the Revolution to the present p xviii-xix
2. ↑  Eatwell, Roger; Mudde, Cas, reds (2004). ”The American radical right: the 1990s and beyond”. Western Democracies and the New Extreme Right Challenge. Routledge Studies in Extremism and Democracy (1st). New York and London: Routledge. Sid. 41–61. ISBN 9780415553872.
3. ↑  Durham, Martin (2000). ”The rise of the right”. The Christian Right, the Far Right, and the Boundaries of American Conservatism. Manchester and New York: Manchester University Press. Sid. 1–23. ISBN 9780719054860.
4. ↑  ”The New Christian Right in America as a Social and Political Force”. Archives de Sciences Sociales des Religions (Paris: Éditions de l'EHESS) 26 (52–1):  sid. 69–83. July–September 1981. doi:10.3406/assr.1981.2226. ISSN 0335-5985. https://www.persee.fr/doc/assr_0335-5985_1981_num_52_1_2226.
5. ↑  Davis, David Brion, red (1971). The Fear of Conspiracy: Images of Un-American Subversion from the Revolution to the present. Ithaca, New York: Cornell University Press. Sid. xv–xix. ISBN 9780801405983. OCLC 128472. https://books.google.com/books?id=riECfO3lbNAC.
6. ↑  Diamond (1995), pp. 5-6
7. ↑  Lipset (2002), p. 307
8. ↑  Lipset & Raab (1970), p. 153
9. ↑  Davies & Lynch (2002), p. 5
10. ↑  Davies & Lynch (2002), p. 335
11. ↑  Mulloy, pp. 16–17
12. ↑  Plotke, pp. xv–xvi
13. ↑  Perlstein, Rick (11 april 2017). ”I Thought I Understood the American Right. Trump Proved Me Wrong.”. The New York Times. ISSN 0362-4331. https://www.nytimes.com/2017/04/11/magazine/i-thought-i-understood-the-american-right-trump-proved-me-wrong.html. Läst 12 april 2017.